# Добродетель
Доброде́тель (лат. virtus) — философский и религиозно-этический термин, обозначающий положительное нравственное свойство характера отдельного человека, определяемое его волей и поступками; постоянное деятельное направление воли к исполнению нравственного закона (заповедей). Древние римляне использовали латинское слово virtus (производное от vir, «человек») для обозначения всех «прекрасных качеств человека, включая физическую силу, доблестное поведение и моральную чистоту».
Добродетель — это черта совершенства, относящаяся к чертам моральным, социальным или интеллектуальным. Культивирование и совершенствование добродетели считается «благом человечества» и поэтому ценится как конечная цель жизни или основополагающий принцип бытия. В практической этике добродетель — это склонность выбирать поступки, которые позволяют демонстрировать высокие моральные стандарты: делать то, что считается правильным, и избегать того, что неправильно в данной сфере деятельности, даже если с утилитарной точки зрения это может быть излишним. Когда человек получает удовольствие от того, что поступает правильно, даже если это трудно или вначале неприятно, он может сформировать добродетель как привычку. О таком человеке говорят, что он добродетелен благодаря тому, что воспитал в себе такую склонность. Противоположностью добродетели считается грех и порок, и порочный человек получает удовольствие от привычного совершения неправильных поступков во вред себе.
Другими примерами этого понятия могут служить концепция заслуг в азиатских традициях, а также Дэ (китайский 德). Четыре брахма-вихары (дословно «божественные состояния») в буддизме можно рассматривать как добродетели в европейском смысле.

## История

### Древний Египет
Маат была древнеегипетской богиней истины, баланса, порядка, закона, морали и справедливости. Слово маат также использовалось для обозначения этих концепций. Маат изображали регулирующей звёзды, времена года и действия как смертных, так и божеств. Божества устанавливают порядок во вселенной из хаоса в момент творения. Её (идеологической) противоположностью был Исфет, который символизировал хаос, ложь и несправедливость.

### Античность
По Гесиоду, путь к добродетели тягостен и труден, она не даётся от рождения, а требует постоянных жизненных усилий.

#### Сократ
По мнению Нерсесянца В.С., вся философия Сократа зиждется на вопросах о нравственной добродетели. Человек настолько овладевает добродетелью, насколько он приобщается божественной мудрости, «и процесс познания приобретает характер морального действия, нравственного акта. Обозначенный Сократом путь познания и есть его школа добродетели». Источником добродетели Сократ считал разум и высшую добродетель, заключающую в себе все остальные, усматривал в мудрости. «Сократ принимал три основные добродетели: воздержанность (самообладание), храбрость и справедливость. Эти три добродетели, взятые вместе, — не что иное, как мудрость. Мудрость — это добродетель „вообще“ и состоит в умении различать хорошее и дурное, полезное и вредное».

#### Платон
По Платону есть четыре классические кардинальные добродетели:
- Благоразумие (φρόνησις, phrónēsis; лат. prudentia; также мудрость, Sophia, sapientia) — способность определить, как следует поступить в той или иной ситуации в нужное время.
- Стойкость (ἀνδρεία, andreía; лат. fortitudo) — также обозначается как мужество, терпение, сила, выносливость, способность противостоять страху, неуверенности и запугиванию.
- Воздержание (σωφροσύνη, sōphrosýnē; лат. temperantia) — также известно как сдержанность, практика самоконтроля, благоразумия и умеренности, умеряющая желание. Платон считал sōphrosynē, которую также можно перевести как здравомыслие, самой важной добродетелью.
- Справедливость (δικαιοσύνη, dikaiosýnē; лат. iustitia) — также считается справедливостью; греческое слово также имеет значение праведности.

Этот список восходит к греческой философии и был перечислен Платоном, который также добавил благочестие (ὁσιότης, hosiotēs) и заменил благоразумие мудростью. Некоторые ученые считают любую из четырёх вышеперечисленных комбинаций добродетелей взаимно сводимыми и поэтому не кардинальными.
Неясно, придерживался ли Платон единого взгляда на добродетели. В «Протагоре» и «Менон» он утверждает, что отдельные добродетели не могут существовать независимо друг от друга, и в качестве доказательства приводит противоречия: действовать с мудростью, но несправедливо; или действовать с храбростью (стойкостью), но без мудрости.
По Платону, добродетели опираются на свойства души: мудрость — на разум, мужество — на волю, умеренность — на преодоление чувственности. Справедливость является сочетанием трёх предшествующих добродетелей. Платон считает, что каждое сословие имеет свою добродетель: у философов — мудрость; у правителей — справедливость; у воинов — мужество; у земледельцев и ремесленников — умеренность.

#### Аристотель
Аристотель является основателем учения о «золотой середине». Добродетель — это умение и желание находить середину между двумя крайностями: недостатком (endeia) какого-то качества и его избытком (hyperbole).

Как в страстях, так и в поступках пороки переступают должное либо в сторону избытка, либо в сторону недостатка, добродетель же умеет находить середину и её избирает.
По Аристотелю, добродетельные привычки одного человека соотнесены с удобными формами общественной жизни.
Аристотель различал добродетели воли (этические) и добродетели ума (дианоэтические) и напрямую связывал добродетель со счастьем, заметив в добродетели не только путь к счастью, но и важную часть самого счастья. Аристотель считает, что неразумная, чувственная часть души послушна её разумной части так же, как ребёнок послушен отцу.
Григорий Нисский отстаивал учение о произвольности добродетелей: только добровольное следование человека добру может привести к спасению, навязанное не может быть добродетелью.

#### Римские добродетели
Сам термин добродетель в латинском языке происходит от слова «virtus» (олицетворяла которое богиня Виртус) и имел коннотации «мужества», «чести», достойного почтительного уважения и гражданского долга как гражданина, так и солдата. Эта добродетель была лишь одной из многих, которые римляне с хорошим характером должны были проявлять и передавать из поколения в поколение как часть mos maiorum — традиции предков, определявшие «римлянство» (римскую идентичность). Римляне различали сферы частной и общественной жизни, и, таким образом, добродетели также относились к тем, которые считались сферой частной семейной жизни (как жили и учили paterfamilias), и тем, которые ожидались от порядочного римского гражданина. Обожествление добродетелей стало уникальной чертой Рима, когда понятия, связанные с общественной и государственной жизнью, приписывались богам. 
История Рима, города, возникшего по предначертанию богов, организованного по подсказанным богами законам — такова была центральная идея римского мифа. Этот миф определял и основные моральные ценности, основные, необходимые для служения Риму добродетели, которые и сами обожествлялись. Уже в первой половине V в. до н. э. был воздвигнут храм Верности — Fides. Издавна связанная с Юпитером, гарантом верности клятве, она определяла отношения между патронами и клиентами, солдатами и полководцами, гражданами и городом, союзными городами и Римом. Близка к Fides была Pietas (термин, не поддающийся адекватному переводу)[благочестие], добродетель, первоначально предписывавшая избегать всякого осквернения, затем — исполнять всё, требовавшееся обычаем по отношению к богам, родителям, сородичам, родине. Всеобъемлющей добродетелью было Мужество — Virtus. Оно включало и храбрость на войне, и стойкое исполнение долга, и силу, помогающую противостоять всяким соблазнам, и соблюдение подобающего мужчине достоинства, выдержки, умеренности, строгости. Наградой за Virtus была Почесть — Honor — заслуженное одобрение, уважение и почёт. По преимуществу политической добродетелью была Concordia — Согласие между гражданами (в противоположность смутам и междоусобицам). В 367-до н. э. ей был посвящен храм в ознаменование примирения патрициев и плебеев. Отчасти связана была с ней и Справедливость — Aequitas, предполагавшая гарантию каждому того, что следовало по закону. В период борьбы патрициев и плебеев формировалось и понятие Свободы — Libertas. В 238 г. ей был посвящён храм, но ещё задолго до этого она почиталась вместе с Юпитером, носившим эпитет Libertas, или Liber.
Известный древнеримский философ Цицерон разработал собственное учение о добродетели, по мнению некоторых исследователей, позаимствовав идеи стоиков и перипатетиков. Цицерон считал, что добродетель это инструмент, с помощью которого можно почувствовать нравственно-прекрасное в себе. Понятие virtus («добродетель, мужество») он использовал для описания любого положительного физического или духовного качества, умения или набора таких качеств в смысле превосходства или наивысшей ценности. В нравственной сфере это понятие подразумевало нравственно-прекрасное, некоторые или все качества характера, которые позволяли человеку возможность вести правильный образ жизни. При этом Цицерон также выделял четыре добродетели: cognitio («познание истины»), justitia et beneficentia («справедливость и благодеяние» как единая добродетель), magnitudo animi («величие духа») и temperantia («умеренность»), при этом указывая, что из каждой добродетели вытекают определённые обязанности, которые имели конкретный характер и применялись исключительно к римским гражданам. К примеру, добродетель познания истины подразумевала, что во время досуга человек должен заниматься наукой.

### Древняя Индия
В то время как религиозные писания обычно рассматривают дхарму или арам (тамильский термин для обозначения добродетели) как божественную добродетель, Валлувар описывает её как образ жизни, а не духовное соблюдение, способ гармоничной жизни, который ведет к всеобщему счастью. По этой причине он сохраняет арам (добродетель) в качестве краеугольного камня на протяжении написания всей литературы Курал. Валлувар рассматривал справедливость как грань или продукт арам. В то время как многие до его времени считали, что справедливость невозможно определить и что она остается божественной тайной, Валлувар предположил, что для определения понятия справедливости не требуется божественного происхождения. По словам В. Р. Недунчежияна, справедливость, согласно Валлувару, «обитает в умах тех, кто знает стандарты добра и зла; так же и обман обитает в умах, которые порождают обман».

### Средневековье
Фома Аквинский определяет добродетель (virtus) как «совершенство способности» (potentiae perfectionem) и относит её к разряду добрых навыков (habitus), посредством которых совершаются добрые поступки. Наиболее важными Фома считал четыре добродетели: благоразумие (prudentia), справедливость (iustitia), умеренность (temperantia) и мужество (fortitudo). Кроме того, существуют высшие добродетели «Вера, надежда, любовь» (fides, spes et caritas). Вслед за Аристотелем добродетели различаются на моральные и интеллектуальные (moralem et intellectualem). К добродетелям Фома также причисляет: щедрость (liberalitas), великолепие (magnificentia), величавость (magnanimitas: устойчивость к отчаянию), честолюбие (philotimia или honoris), ровность (mansuetudo: сдержанность на гнев), дружелюбие (amicitia), правдивость (veritas) и остроумие (eutrapelia).

### Ренессанс
Во времена итальянского Ренессанса появилась концепция добродетели (virtù), которая подразумевала наибольшее раскрытие способностей человеческой природы. Добродетели, как часть этических доктрин, постепенно теряют престиж вместе со схоластикой; голландский картезианец А. Гейлинкс настаивал на том, что добродетель — одна.

### Новое время
Спиноза под добродетелью понимал любовь к Богу (природе). Добродетель для него была идентична пользе. «Действовать абсолютно по добродетели есть для нас не что иное, как действовать, жить, сохранять своё существование (эти три выражения обозначают одно и то же) по руководству разума на основании стремления к собственной пользе».
Французские просветители считали, что добродетели тесно связаны с истиной и общественным счастьем. По Гельвецию, «добродетели покидают те места, откуда изгнана истина», добродетель это «… только стремление к всеобщему счастью…, предмет добродетели есть общественное благо и что приписываемые ею поступки суть средства для достижения этой цели».
В новых системах философии (Кант, Фихте, Гегель) понятия свободы духа и высшего блага вытеснили понятие добродетели как этический принцип.
По Канту, «добродетель есть моральная твёрдость в следовании своему долгу, которая, однако, никогда не становится привычкой, а всегда вновь и вновь должна возникать из акта мышления». Кантовская добродетель выводится из чистых основоположений, а не является привычкой к добрым делам, она не определяется как умеренность между двумя пороками; между добродетелью и пороком есть качественное отличие.
Бенджамин Франклин в автобиографии систематизировал «тринадцать добродетелей»:
1. Воздержание — Есть не до пресыщения, пить не до опьянения.
2. Молчание — Говорить только то, что может принести пользу мне или другому; избегать пустых разговоров.
3. Порядок — Держать все свои вещи на их местах; для каждого занятия иметь своё время.
4. Решительность — Решаться выполнять то, что должно сделать; неукоснительно выполнять то, что решено.
5. Бережливость — Тратить деньги только на то, что приносит благо мне или другим, то есть ничего не расточать.
6. Трудолюбие — Не терять времени попусту; быть всегда занятым чем-либо полезным; отказываться от всех ненужных действий.
7. Искренность — Не причинять вредного обмана, иметь чистые и справедливые мысли; в разговоре также придерживаться этого правила.
8. Справедливость — Не причинять никому вреда; не совершать несправедливостей и не опускать добрых дел, которые входят в число твоих обязанностей.
9. Умеренность — Избегать крайностей; сдерживать, насколько ты считаешь это уместным, чувство обиды от несправедливостей.
10. Чистота — Не допускать телесной нечистоты; соблюдать опрятность в одежде и в жилище.
11. Спокойствие — Не волноваться по пустякам и по поводу обычных или неизбежных случаев.
12. Целомудрие — Похоти предавайся редко, единственно для здоровья или для продления рода; не допускай, чтобы она привела к отупению, или к слабости, либо лишила душевного покоя или бросила тень на доброе имя твоё или чьё-либо ещё.
13. Скромность — Подражать Иисусу и Сократу.